# Dokument tożsamości
Ten artykuł należy dopracować:

przedstawiono sytuację tylko z polskiej perspektywy – artykuł powinien być przekrojowy.
Pomóż go poprawić. 

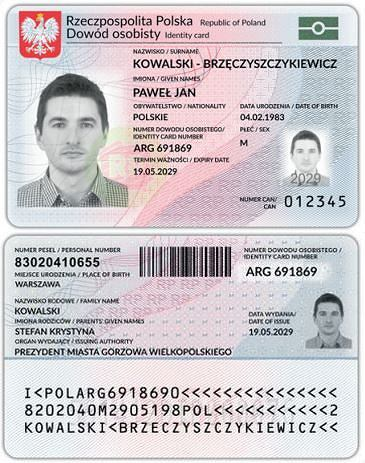
Polski dowód osobisty

Dokument tożsamości – dokument urzędowy stwierdzający tożsamość osoby.
Podstawowe dane zawarte w takim dokumencie to: nazwisko i imiona osoby, data urodzenia, płeć, numer identyfikacyjny (np. PESEL). Może również zawierać: nazwisko rodowe, imiona rodziców, miejsce urodzenia, adres zameldowania, wzrost, kolor oczu i inne.
W Polsce podstawowymi dokumentami tożsamości są paszport i dowód osobisty dla obywateli polskich oraz karta pobytu dla cudzoziemców, posiadających zezwolenie na dłuższy od turystycznego (m.in. stały) pobyt na terytorium RP.
Szczególnym dokumentem tożsamości jest książeczka żeglarska, dokument marynarzy zatrudnionych na statkach handlowych, stwierdzający tożsamość, dokumentujący przebieg pracy oraz umożliwiający przekraczanie granicy morskiej i pobyt we wszystkich portach świata.
Innym szczególnym dowodem tożsamości jest książeczka wojskowa, dokument wydawany m.in. żołnierzom w czynnej służbie wojskowej zawierający nazwisko i imię posiadacza karty, datę urodzenia, stopień wojskowy i oznaczenie książeczki wojskowej posiadacza karty, numer PESEL posiadacza karty rodzaj służby posiadacza karty, grupę krwi, fotografię i podpis.
Dokumenty tożsamości wydawane mogą być także zwierzętom gospodarskim albo hodowlanym.